# Occoches
Occoches è un comune francese di 127 abitanti situato nel dipartimento della Somme nella regione dell'Alta Francia.
Il suo territorio comunale è bagnato dalle acque del fiume Authie.

## Storia

### Simboli
Lo stemma del comune riprende il blasone della famiglia d'Occoches (XIV secolo). I tre galli (in francese coqs), alludono all'antico nome piccardo del luogo che originariamente si pronunciava Ococ.

## Società

### Evoluzione demografica
Abitanti censiti